# Рафаель Альба
Рафаель Юніер Альба Кастільйо (порт. Rafael Yunier Alba Castillo, нар. 12 серпня 1993) — кубинський тхеквондист, бронзовий призер Олімпійських ігор 2020 року, чемпіон світу.

## Виступи на Олімпіадах
| Олімпіада           | Дисципліна  | Місце |
| ------------------- | ----------- | ----- |
| Ріо-де-Жанейро 2016 | понад 80 кг | 9     |
| Токіо 2020          | понад 80 кг | 3     |
| Париж 2024          | понад 80 кг | 3     |